# Éngomi
Éngomi (grec moderne : Έγκωμη) est une commune chypriote dans la périphérie de Nicosie. C'est une ville résidentielle, comptant de nombreuses et imposantes villas.

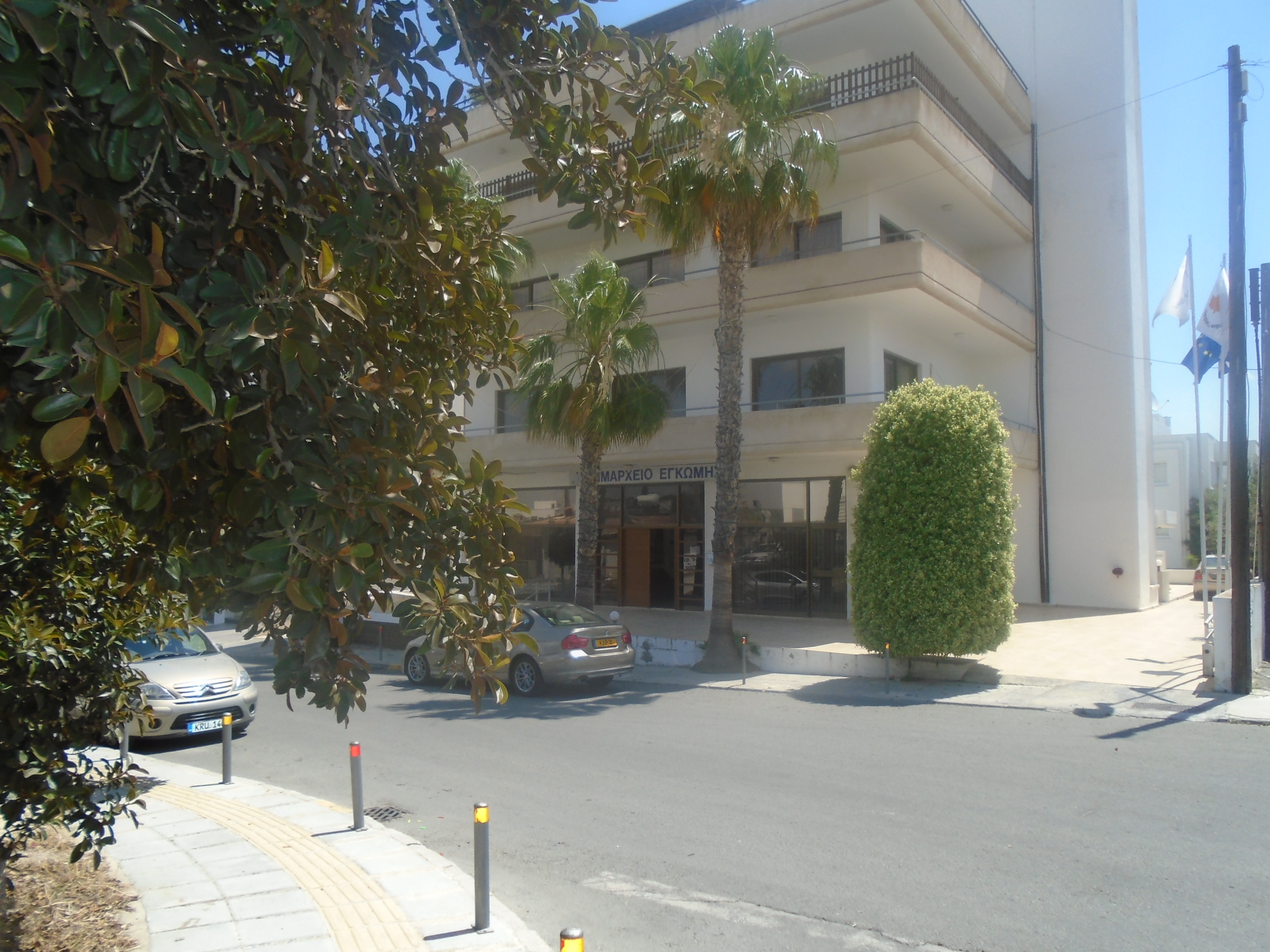
Mairie d'Engomi

La ville est située sur le site archéologique d'Alasia, colonie de l'âge du bronze qui s'étend sur 3 km2 dans une vaste plaine. Cette colonie a connu la prospérité grâce au commerce du cuivre et a constitué une importante cité mycénienne qui exerça vraisemblablement une hégémonie sur une partie de l'île de Chypre, du XVIe au XIIe siècle av. J.-C. La cité fut ensuite supplantée par Salamine de Chypre. Des fouilles archéologiques ont d'abord été menées en 1953. Les fouilles se sont poursuivies durant de nombreuses années, la mission archéologique française ayant déjà accompli en 1966 sa dix-huitième campagne. Le site, fermé aux visiteurs, continue à être exploré, et a livré un important matériel de poteries peintes, bols et fragments de cratères issus des tombes et des puits de la ville antique, ainsi que des bijoux en or et en ivoire, des ustensiles en bronze et en cuivre, et la statue en bronze d'un dieu à cornes interprété comme le dieu de la fécondité. Cette statue se trouve au musée archéologique de Nicosie.
Le poète grec Georges Séféris a visité ce site archéologique au moment des fouilles de 1953, et lui a consacré un poème sous le titre Engomi publié dans le recueil Journal de bord III. 